# كالفن كتار
كالفن كتار (بالإنجليزية: Calvin Kattar؛ مواليد 26 مارس 1988) هو مقاتل فنون القتال المختلطة أمريكي.

## وصلات خارجية
- كالفن كتار على موقع يو إف سي (الإنجليزية)
- كالفن كتار على موقع شيردوغ (الإنجليزية)
- كالفن كتار على موقع Tapology.com (الإنجليزية)
- كالفن كتار على موقع IMDb (الإنجليزية)
- كالفن كتار على موقع قاعدة بيانات الفيلم (الإنجليزية)